# 이주우
이주우(李姝雨, 1990년 9월 3일~)는 대한민국의 배우, 유튜버이다.
1990년 9월 3일 경기도 용인시 처인구에서 1남 1녀 중 첫째로 출생한 그는 본관은 경주, 종교는 무종교이며 2013년 뮤직비디오 산이 - 〈아는 사람 얘기〉를 통해 연예계에 데뷔하였고 동년 뮤지컬 《오 당신이 잠든 사이》를 통해 배우로 데뷔하였다.
대표 작품으로는 2017년 MBC 드라마 《돌아온 복단지》, 2018년 TvN 드라마 《식샤를 합시다 3》, 2022년 SBS 드라마 《왜 오수재인가》 등이 있다.

## 학력
- 2003년~2006년 남사중학교
- 2007년~2010년 용인고등학교
- 2010년~2011년 백석예술대학교 실용음악과 전문학사

## 출연 작품

### 드라마
- 2014년 KBS2 드라마스페셜 《KBS 드라마 스페셜 - 카레의 맛》
- 2014년~2015년 JTBC 수요 미니시리즈 《선암여고 탐정단》 ... 최미래 역
- 2015년 KBS1 3.1절 기획 2부작 드라마 《눈길》 .... 아야코 역
- 2015년 tvN 월화 미니시리즈 《호구의 사랑》 ... 민지 역
- 2015년 KBS2 주말연속극 《파랑새의 집》 ... 박주리 역
- 2016년 KBS2 저녁 일일연속극 《다 잘될 거야》 ... 양나리 역
- 2017년 MBC 저녁 일일연속극 《돌아온 복단지》 ... 신화영 역 (인간말종 4. 본작의 서브 악녀)
- 2018년 JTBC 월화 미니시리즈 《으라차차 와이키키 Season 1》 ... 민수아 역
- 2018년 tvN 월화 미니시리즈 《식샤를 합시다 3》 ... 이서연 역
- 2019년 네이버 TV 웹드라마 《미스콤플렉스》 ... 안두리 역
- 2019년 OCN 수목 미니시리즈 《달리는 조사관》 ... 이달숙 역
- 2020년 MBC 수목 미니시리즈 《나를 사랑한 스파이》 ... 김동란 역
- 2021년 올레 TV 3부작 웹 드라마 《쉿! 그놈을 부탁해》 ... 나공주 역
- 2022년 SBS 금토 미니시리즈 《왜 오수재인가》 ... 송미림 역
- 2023년 tvN 미니시리즈 《스틸러 : 일곱 개의 조선통보》 ... 최민우 역

### 영화
| 연도 | 제목              | 역할        | 감독   | 비고      |
| ---- | ----------------- | ----------- | ------ | --------- |
| 2016 | 《그날의 분위기》 | 인포녀      | 조규장 |           |
| 2017 | 《눈길》          | 아야코      | 이나정 |           |
| 2017 | 《소년》          | 수경        | 김현승 |           |
| 2017 | 《콜링》          | 정유나      | 이보람 | 특별 출연 |
| 2018 | 《명당》          | 접대 기생 2 | 박희곤 |           |

### 뮤지컬
| 연도 | 제목                    | 배역   | 기간                  | 장소         | 비고 |
| ---- | ----------------------- | ------ | --------------------- | ------------ | ---- |
| 2013 | 《오 당신이 잠든 사이》 | 최민희 | 2013.09.06~2014.03.16 | 예술마당 1관 |      |

### 예능
| 연도 | 방송사       | 제목                            | 역할   | 기간        | 비고 |
| ---- | ------------ | ------------------------------- | ------ | ----------- | ---- |
| 2019 | 유튜브       | 《이주우 ZOO'S ZOOM》 (웹 예능) | 진행자 | 2019.01.11~ |      |
| 2021 | MBC 에브리원 | 《비디오스타》                  | 게스트 | 2021.03.30  |      |
| 2021 | MBC          | 《미스터리 음악쇼 복면가왕》    | 참가자 | 2021.04.25  |      |
| 2022 | MBC          | 《전지적 참견 시점》            | 출연자 | 2022.08.06  |      |
| 2023 | JTBC         | 《아는 형님》                   | 게스트 | 2023.01.28  |      |

### 뮤직비디오
| 연도 | 가수 | 노래                                 | 공동 출연 | 비고 | 출처 |
| ---- | ---- | ------------------------------------ | --------- | ---- | ---- |
| 2013 | 산이 | 〈아는 사람 얘기〉                   |           |      | 보기 |
| 2013 | 산이 | 〈이별 식탁 (Feat. 산체스 of 팬텀)〉 |           |      | 보기 |

### 광고
| 연도 | 기업       | 제품                                                     | 종류            | 공동 출연     | 출처 |
| ---- | ---------- | -------------------------------------------------------- | --------------- | ------------- | ---- |
| 2014 | 하이트진로 | 참이슬 - 술값 계산 편                                    | 술              | 공효진 이수혁 | 보기 |
| 2014 | 하이트진로 | 참이슬 - 술값 계산 편                                    | 술              | 공효진 이수혁 | 보기 |
| 2014 | KT         | 클라우드 나인 KT LTE                                     | 통신            |               |      |
| 2014 | 비비안     | 비비안 - 당신의 설렘이 되다 편                           | 옷              | 조인성        | 보기 |
| 2014 | 비비안     | 비비안 - 당신의 설렘이 되다 편                           | 옷              | 조인성        | 보기 |
| 2014 | 비비안     | 비비안 - 당신의 사랑스러움이 되다 편                     | 옷              | 조인성        | 보기 |
| 2014 | 비비안     | 비비안 - 당신의 사랑스러움이 되다 편                     | 옷              | 조인성        | 보기 |
| 2014 | 비비안     | 비비안 - 당신의 설렘 / 사랑스러움이 되다 편              | 옷              | 조인성        | 보기 |
| 2015 | SK텔레콤   | T전화 일주일만 만져봐! - 그룹통화 편                     | 응용 소프트웨어 | 김설현        | 보기 |
| 2016 | KT         | KT - 5G 평창 동계 올림픽 편                              | 이동 통신       |               | 보기 |
| 2016 | KT         | KT - 국제전화 001 편                                     | 국제전화        |               | 보기 |
| 2016 | KT         | KT - 국제전화 001 편                                     | 국제전화        | 보기          |      |
| 2016 | 유니레버   | 매그넘 - 나를 위한 보상 편                               | 아이스크림      |               | 보기 |
| 2016 | 호반건설   | 지은이 호반건설 - 초심 편                                | 건설            |               | 보기 |
| 2017 | 비씨카드   | 비씨카드 - 68 편                                         | 신용카드        | 공유          | 보기 |
| 2017 | 비씨카드   | 비씨카드 - 68 편                                         | 신용카드        | 공유          | 보기 |
| 2017 | 비씨카드   | 비씨카드 - 지금하세요, BC 愛 (애) 편                     | 신용카드        | 공유          | 보기 |
| 2017 | 비씨카드   | 비씨카드 - 지금하세요, BC 愛 (애) 편                     | 신용카드        | 공유          | 보기 |
| 2017 | 파리크라상 | 파리바게뜨 - 태연과 함께하는 LALALA 라이팅 크리스마스 편 | 베이커리        | 태연          | 보기 |
| 2017 | LG전자     | LG 트롬 트윈워시                                         | 세탁기          |               |      |
| 2018 | 현대자동차 | 현대 코나 - 바디케어 서비스 편                           | 자동차          |               | 보기 |
| 2019 | 구글       | 구글 플레이 포인트                                       | 앱 스토어       |               | 보기 |

## 수상 및 후보
| 연도 | 시상식             | 부문                  | 작품                | 결과 |
| ---- | ------------------ | --------------------- | ------------------- | ---- |
| 2019 | 제14회 숨피 어워즈 | 최우수조연상 여자부문 | 《식샤를 합시다 3》 | 후보 |
| 2022 | 2022 SBS 연기대상  | 우수연기상 여자부문   | 《왜 오수재인가》   | 후보 |